# Rei Cine
Rei Cine, también conocido como Rei Pictures, es una productora de cine argentina fundada en 2010 por Santiago Gallelli, Benjamin Domenech y Matías Roveda.

## Historia
Desde sus primeros años la productora se destacó por llevar adelante cine de autor en coproducción con diferentes países, logrando así que sus películas hayan sido presentadas en los festivales de cine más importantes del mundo (Cannes, Berlín, Venecia, Sundance, New York, Toronto, Locarno, Karlovy Vary y Mar del Plata, entre otros).
Se destacan entre sus producciones Zama de Lucrecia Martel (ganadora del Sur y el Cóndor a Mejor Película entre otros 50 premios, representante argentina en los premios Oscar, Goya, Ariel y Fénix, reconocida como la mejor película latinoamericana de la década por Cinema Tropical, y como una de las mejores películas del 2018 por el New York Times, la revista New Yorker y la Federación Internacional de Prensa Cinematográfica), Los Colonos de Felipe Gálvez (ganadora del premio FIPRESCI a la Mejor Película en el Festival de Cannes y seleccionada como representante chilena para los Premios Oscar), Acusada de Gonzalo Tobal (presentada en la competencia oficial del Festival de Cine de Venecia y habiendo superado los 300.000 espectadores en su estreno local), La reina del miedo de Valeria Bertuccelli y Fabiana Tiscornia (ganadora del premio especial del jurado a mejor actriz en el festival de Sundance, mejor actriz en el Bosphorus Film Festival y de dos biznagas de plata en el festival de Málaga, luego suceso en la taquilla superando los 100.000 espectadores) y Temporada de caza de Natalia Garagiola (ganadora de la Settimana de la Crítica en el Festival de Venecia y del Grand Prix del Festival de Macao).
En 2019 la Academy of Motion Picture Arts and Sciences de Hollywood decidió incluir a los tres socios productores de la compañía entre sus miembros.

## Filmografía completa
| Título                   | Año  | Director(a)                                                                                  | Estreno mundial                                                                                                |
| ------------------------ | ---- | -------------------------------------------------------------------------------------------- | --- |
| Los Colonos              | 2023 | Felipe Gálvez                                                                                | Festival de Cannes - Un certain regard(Francia, 2023)                                                          |
| El Rapto                 | 2023 | Daniela Goggi                                                                                | 80 Festival Internacional de Cine de Venecia - orizzonti extra(Italia, 2023)                                   |
| Manto de Gemas           | 2022 | Natalia López Gallardo                                                                       | Festival Internacional de Cine de Berlín - competencia oficial(Alemania, 2022)                                 |
| El prófugo               | 2020 | Natalia Meta                                                                                 | Festival Internacional de Cine de Berlín - competencia oficial(Alemania 2020)                                  |
| La fiera y la fiesta     | 2019 | Laura Amelia Guzmán e Israel Cárdenas                                                        | Festival Internacional de Cine de Berlín - Panorama(Alemania, 2019)                                            |
| Acusada                  | 2018 | Gonzalo Tobal                                                                                | 75° Festival Internacional de Cine de Venecia – competencia (Italia, 2018)                                     |
| Introduzione all'oscuro  | 2018 | Gastón Solnicki                                                                              | 75 Festival Internacional de Cine de Venecia – selección oficial, fuera de concurso                            |
| La reina del miedo       | 2018 | Valeria Bertuccelli y Fabiana Tiscornia                                                      | Festival de Cine de Sundance – World Drama Competition (Estados Unidos, 2018)                                  |
| Zama                     | 2017 | Lucrecia Martel                                                                              | 74° Festival Internacional de Cine de Venecia - sección oficial, fuera de concurso                             |
| Temporada de caza        | 2017 | Natalia Garagiola                                                                            | 74° Festival Internacional de Cine de Venecia – Semana de la Crítica, competencia (Italia, septiembre de 2017) |
| Años luz                 | 2017 | Manuel Abramovich                                                                            | Festival Internacional de Cine de Venecia – Venice Classics (Italia, septiembre de 2017)                       |
| Los perros               | 2017 | Marcela Said                                                                                 | Festival de Cannes – Semana de la Crítica, competencia (Francia, mayo de 2017)                                 |
| Madly                    | 2016 | Gael García Bernal, Mia Wasikowska, Natasha Khan, Sebastián Silva, Anurag Kashyap, Sion Sono | Tribeca Film Festival                                                                                          |
| Máteme, por favor        | 2015 | Anita Rocha da Silveira                                                                      | Festival Internacional de Cine de Venecia – Orizzonti (Italia, agosto de 2015)                                 |
| Dólares de arena         | 2014 | Laura Amelia Guzmán e Israel Cárdenas                                                        | Festival Internacional de Cine de Toronto (Canadá, septiembre de 2014)                                         |
| Historia del miedo       | 2014 | Benjamín Naishtat                                                                            | Festival Internacional de Cine de Berlín - competición oficial (Alemania, febrero de 2014)                     |
| Carmita                  | 2013 | Laura Amelia Guzmán e Israel Cárdenas                                                        | FICUNAM – competencia internacional (México, febrero de 2013)                                                  |
| Lo que el fuego me trajo | 2013 | Adrián Villar Rojas                                                                          | Locarno International Film Festival – fuera de concurso (Suiza, agosto de 2013)                                |
| Leones                   | 2012 | Jazmín López                                                                                 | Bienal de Venecia – Orizzonti (Italia, agosto de 2012)                                                         |
| Villegas                 | 2012 | Gonzalo Tobal                                                                                | Festival de Cannes – selección oficial (Francia, mayo de 2012)                                                 |